# 塞爾維亞宮
塞爾維亞宮是塞爾維亞首都貝爾格勒的一座建築，位於新貝爾格勒。塞爾維亞宮現在由塞尔维亚政府使用，是數個部級機構的辦公地點 。在南斯拉夫時期，該建築曾非正式的被稱為聯邦宮。